# Chlorostilbon lucidus
La esmeralda ventridorada o picaflor verde (en Bolivia,Paraguay, Uruguay y Argentina) (Chlorostilbon lucidus), también denominada esmeralda de pecho brillante, esmeralda de vientre dorado, picaflor verde común o picaflor común, es una especie de ave apodiforme de la familia Trochilidae —los colibríes— perteneciente al género Chlorostilbon. Es nativa de América del Sur.

## Distribución y hábitat
Se distribuye por una vasta región de América del Sur; la mayor parte de Bolivia exceptuando las cumbres andinas, por el este, centro y sur de Brasil se extiende hacia el sur por Paraguay, hasta Uruguay y el centro oriental de Argentina; es el más meridional de los colibríes que se encuentran en las tierras bajas orientales del sur de Sudamérica.
Esta especie es considerada común en la mayor parte de su distribución, en una variedad de hábitats naturales que incluyen matorrales semiáridos a moderadamente húmedos, sabanas, pastizales y hábitats de márgenes forestales en zonas tropicales y subtropicales de la zona amazónica hasta el pie de los Andes bolivianos; frecuente en parques y jardines, desde el nivel del mar hasta los 3500 m de altitud, más común entre 500 a 2500 m. Se alimenta a cuatro a doce metros del suelo.

## Descripción
Mide 9 cm de longitud; el pico es de 2 cm. Se caracteriza por tener el macho pico rojo con ápice negro, barbero azulado, plumaje verde esmeralda y la cola azul oscuro; la hembra posee el pico de color gris y su base de tonos rosados, el verde del dorso es más pálido, la zona ventral es color grisáceo a blancuzco grisáceo salpicado de algunas plumas verdes a manera de manchitas, en la zona ocular corre a veces una línea de color similar a la ventral.

## Sistemática

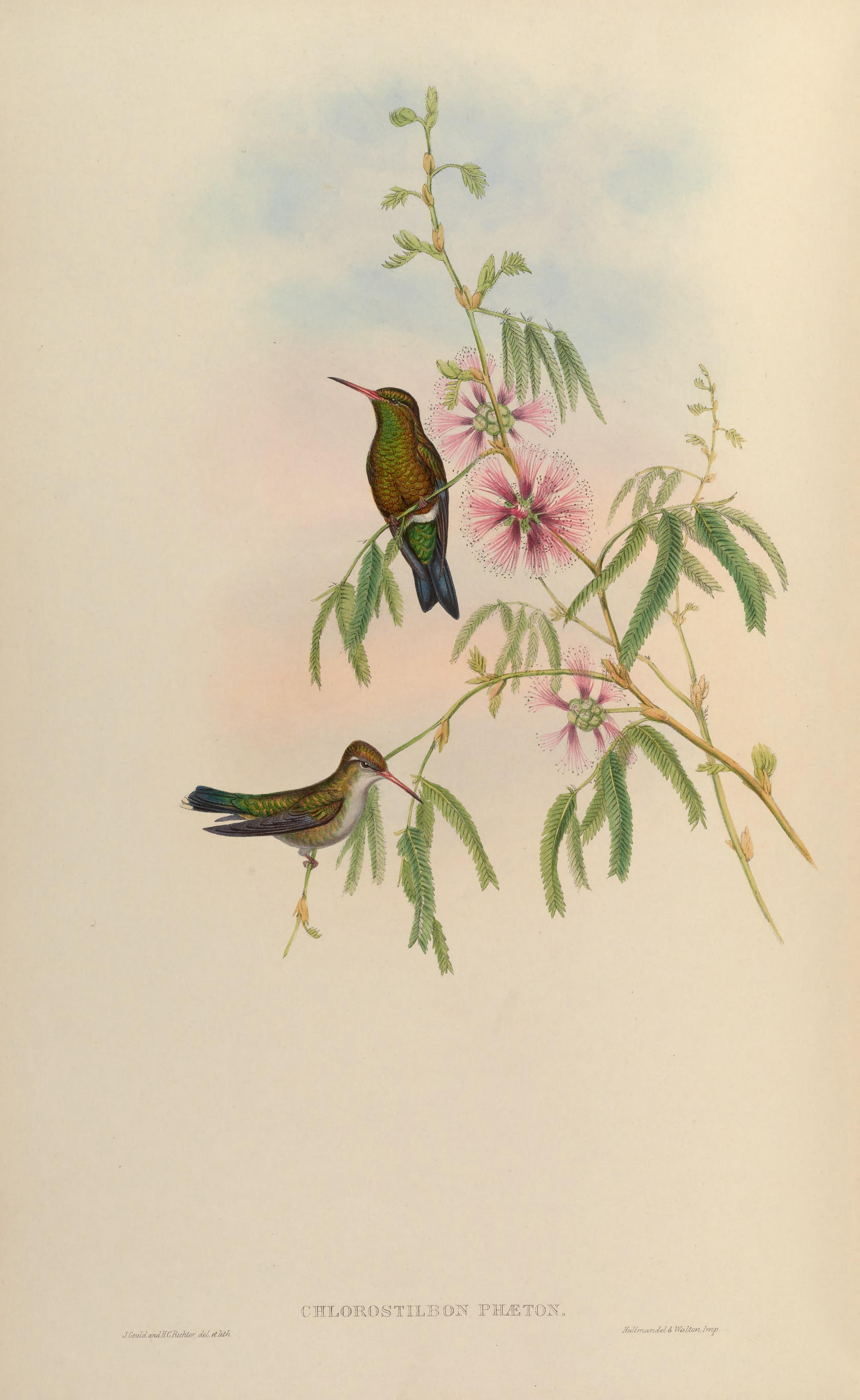
Chlorostilbon phaeton, sinónimo de Chlorostilbon lucidus, ilustración de Gould y Richter en A monograph of the Trochilidae, or family of humming-birds 5, 1861.

### Descripción original
La especie C. lucidus fue descrita por primera vez por el naturalista británico George Shaw en 1812 bajo el nombre científico Trochilus lucidus; su localidad tipo es: «Paraguay».

### Etimología
El nombre genérico masculino «Chlorostilbon» se compone de las palabras del griego «khlōros» que significa ‘verde’, y «stilbōn» que significa ‘brillante’, un epíteto del planeta Mercurio; y el nombre de la especie «lucidus», en latín significa ‘claro’, ‘brillante’.

### Taxonomía
Por mucho tiempo fue denominada Chlorostilbon aureoventris, hasta que se reconoció que el nombre actual tenía prioridad.
La subespecie igneus es considerada como dudosamente distinguible de la subespecie nominal, y la clasificación del Congreso Ornitológico Internacional (IOC) la considera como sinónimo de la nominal.
La forma Hylocharis pyropygia es probablemente un híbrido de esta especie con Chlorestes cyanus. Del mismo modo, Smaragdochrysis iridescens, conocida sólo por el espécimen tipo y anteriormente tratada como especie válida en el género monotípico, se considera ahora un híbrido de esta especie con Calliphlox amethystina.

### Subespecies
Según la clasificación Clements Checklist/eBird  se reconocen cuatro subespecies, con su correspondiente distribución geográfica:
- Chlorostilbon lucidus pucherani (Bourcier & Mulsant), 1848 – este de Brasil (Maranhão y Ceará hacia el sur hasta Paraná).
- Chlorostilbon lucidus lucidus (Shaw), 1812 – este de Bolivia, Paraguay y suroeste de Brasil (incluido Mato Grosso).
- Chlorostilbon lucidus igneus Gould, 1861 – oeste y norte de Argentina (Jujuy y Chaco al sur hasta Mendoza y San Luis).
- Chlorostilbon lucidus berlepschi Pinto, 1938 – desde el sur de Brasil ([[Río Grande del Sur) y Uruguay hasta el noreste y centro este de Argentina (Misiones, Corrientes, Entre Ríos, Buenos Aires).

## Galería

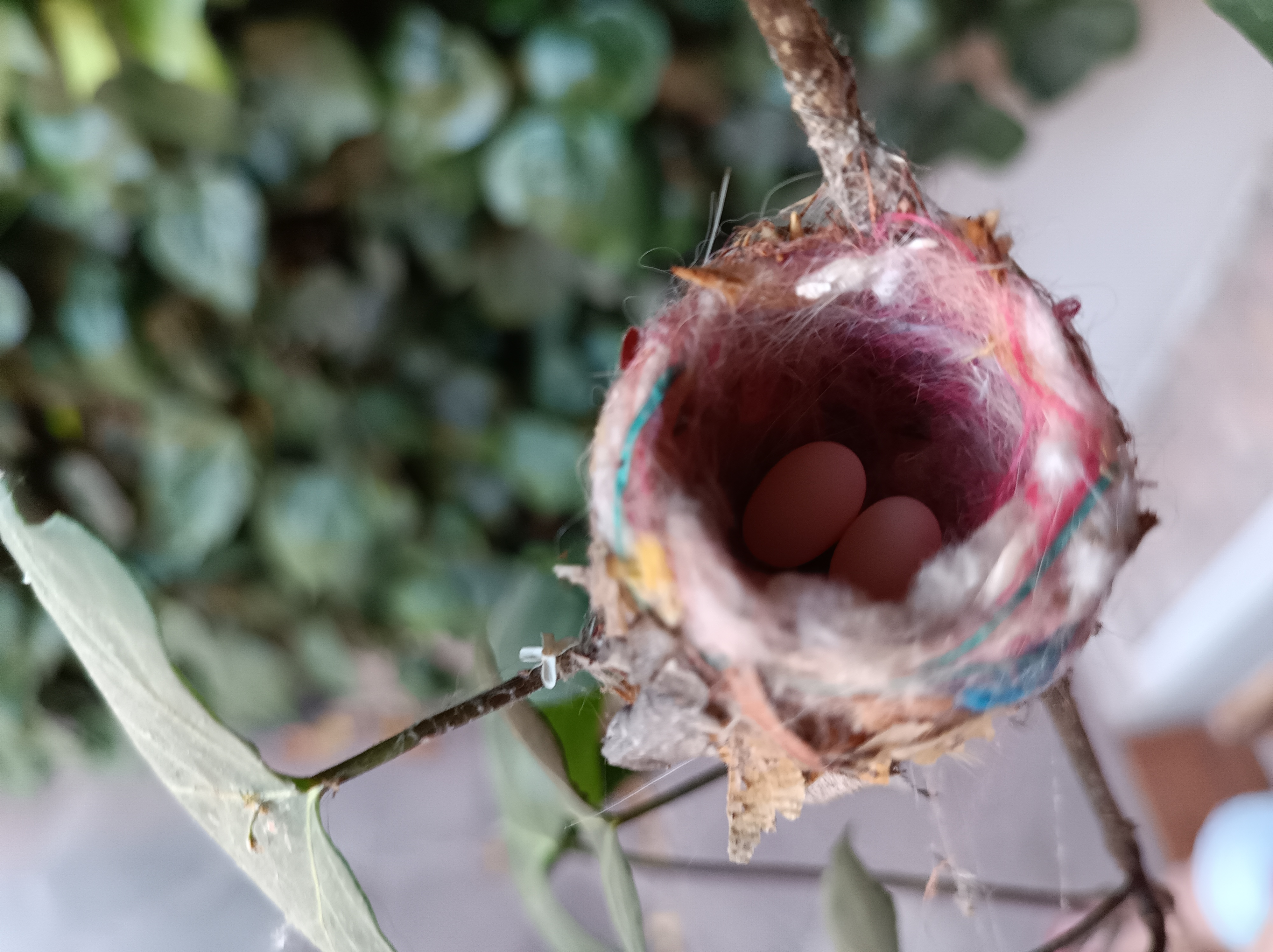
Nido con huevos de picaflor verde (Chlorostilbon lucidus)